# Oldřich Lichtenberg
Oldřich Lichtenberg (* 9. března 1963 Chrudim) je český právník, manažer a podnikatel.

## Kariéra
V roce 1985 absolvoval právnickou fakultu Univerzity Karlovy, o rok později získal titul JUDr.
V dubnu 1990 založil společně s Michaelem Kocábem a Miloslavem Zapletalem uměleckou agenturu Art Production K. Kromě toho se stal na počátku devadesátých let ředitelem právního odboru Ministerstva kultury ČR.

### Trend
V lednu 1992 se stal členem představenstva privatizačního fondu TREND (VIF TREND), který pro účast v připravované kupónové privatizaci založily Montované stavby Praha. Fondu svěřily své investiční body desítky tisíc drobných akcionářů. Společnosti Art Production K (27,5 %), Bonton (27,5 %), Montované stavby Praha (10 %) a Bankovní dům SKALA (35 %) založily v lednu 1993 pro správu portfolia VIF TREND společnost TRENDIS-investiční společnost, spol. s r. o. V únoru 1995 byla za stejným účelem založena společnost TREND investiční společnost, a. s. (IS TREND).
V srpnu 1995 akcionáři správcovské společnosti prodali IS TREND společnosti Královéhradecká brokerská a. s. (KHB). Ve stejném měsíci vyvedla KHB ze společnosti VIF TREND přes nastrčené společnosti 150 000 akcií společnosti SPT Telecom, 50 000 akcií společnosti Chemopetrol a 50 000 akcií společnosti Synthesia. Konečným kupcem byly Elektrárny Opatovice, které za akcie zaplatily 500 milionů korun, VIF TREND však obdržel pouze 135 milionů korun. Po této transakci Oldřich Lichtenberg z představenstva VIF TREND odstoupil.

### Angažmá v politice
V letech 1996 a 1998 působil ve volebním štábu ČSSD.

### Další podnikání
V březnu 2001 se stal členem představenstva společnosti Laurels, a. s. O dva měsíce později bylo její jméno změněno na Divadlo Broadway, a. s., a Oldřich Lichtenberg v ní úpisem nových akcií v nominální hodnotě 1 milion korun získal třetinový podíl. Za rok 2007 vykázala společnost tržby ve výši 27 milionů korun. Závazky společnosti činily 14,5 milionu korun a byly o 1,4 milionu korun vyšší než účetní hodnota jejích aktiv.
V květnu 2001 koupil od Marcely Davidové poloviční podíl ve společnosti D. D. records, s. r. o., kterou společně s druhým majitelem Michalem Davidem přejmenovali na Cleopatra Musical, s. r. o.

## Ocenění
- Medaile Za zásluhy 1. stupeň (2022)